# ジョン・ハニング・スピーク

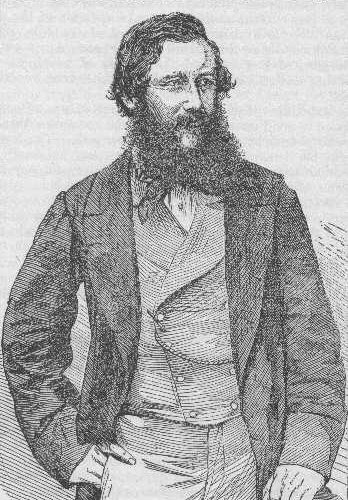
ジョン・ハニング・スピーク

ジョン・ハニング・スピーク（John Hanning Speke、1827年5月4日 - 1864年9月15日）は、イギリスの探検家。ヴィクトリア湖とリポン滝の命名とハム仮説の提唱で知られている。
デヴォンで生まれたスピークは1844年に17歳で英印軍の前身のイギリス東インド会社の軍に入隊し、コリン・キャンベルの元でシク戦争（en:First Anglo-Sikh War）に従軍した。休暇にはヒマラヤを探検し、一度はチベットに渡った。
1854年当時既に有名であったリチャード・フランシス・バートンとソマリアを探検した。これはうまくいかず2人とも負傷した。スピークは捕えられ何度か槍で刺されたが逃げ出した。バートンも両頬を投げ槍で傷付けられた。スピークはイギリスに戻るとクリミア戦争に従軍した。
1856年バートンとスピークはヨーロッパ人には確認されていなかったナイル川源流の「発見」を信じて東アフリカからアフリカ大湖沼地域へ探検した。スピークは耳に入った虫をナイフで掻き出してその耳が一時的に難聴になった。またある時は一時的に目が見えなくなった。2人はヨーロッパ人で初めてタンガニーカ湖に達し、ウケレウェ湖（Lake Ukerewe）と呼ばれる別の湖についても聞いたが、バートンの病のためにスピークが一人で冒険し、ヴィクトリア湖と命名した。観測機器が故障したため詳細な地理的データは採取できなかった。

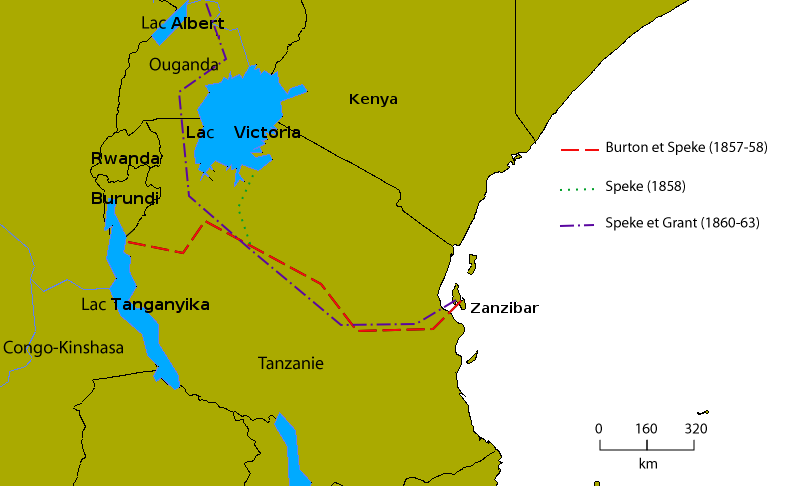
バートン、スピーク、グラントの探検経路

スピークは1859年5月8日にバートンより先にイギリスに戻り2人の冒険について王立地理学会で講演し、ヴィクトリア湖がナイル川の水源であると主張した。1861年、王立地理学会はヴィクトリア湖の発見などアフリカにおける地理上の発見の功績に対し、スピークに金メダル（創立者メダル）を授与した。1864年、英国学術協会の総会前日に銃の暴発によって死亡。

## 関連作品
『愛と野望のナイル』（Mountains of the Moon）　製作年 : 1989年 　製作国 : アメリカ 